# Majerovce
Majerovce jsou obec na Slovensku v okrese Vranov nad Topľou. Žije zde 449 obyvatel.
První písemná zmínka o obci pochází z roku 1363. Nachází se zde řeckatolický chrám Nanebevstoupení Páně a římskokatolický kostel Nanebevzetí Panny Marie.